# Lou Otten
Louis ("Lou") Otten (Rijswijk, 5 november 1883 - Den Haag, 7 november 1946) was een Nederlandse voetballer en medicus.

## Clubvoetbal
Otten speelde als verdediger voor Quick Den Haag. In 1902 werd hij lid van deze vereniging. Hij begon aanvankelijk als keeper in het vierde elftal en maakte in 1905 zijn debuut als linkshalf in het eerste. Niet lang daarna werd hij de vaste linksachter. Met de Hagenaars werd hij in 1908 landskampioen. Hij kende drie perioden bij Quick. Het gehele seizoen 1911/12 speelde hij niet mee wegens verblijf in Nederlands-Indië. Nadat hij medio 1912 weer was teruggekeerd speelde hij in de seizoenen 1912/13 en 1913/14 weer regelmatig mee. Na een hernieuwd verblijf in Indië speelde hij in 1922/23 nogmaals een aantal wedstrijden mee. Zijn laatste wedstrijd in het eerste vond plaats op 24 maart 1923 te Breda, waar Quick met 2-2 gelijkspeelde tegen NAC in een wedstrijd ter gelegenheid van het 10-jarig bestaan van VV Breda. Otten was toen 39 jaar oud.

## Vertegenwoordigend voetbal
Hij speelde tussen 1907 en 1911 twaalf keer voor het Nederlands voetbalelftal waarvan vier keer als aanvoerder. Hij vertegenwoordigde Nederland op de Olympische Zomerspelen van 1908 en won daarbij de bronzen medaille.
| Nr | Nr. | Datum            | Locatie                    | Thuisploeg | Uitploeg  | Uitslag | Dp. | Verslag |
| -- | --- | ---------------- | -------------------------- | ---------- | --------- | ------- | --- | ------- |
| 1  | 8.  | 21 december 1907 | Feethams, Darlington       | Engeland   | Nederland | 12-2    | -   |         |
| 2  | 10. | 26 april 1908    | Prinsenlaan, Rotterdam     | Nederland  | België    | 3-1     | 1   |         |
| 3  | 12. | 22 oktober 1908  | White City Stadium, Londen | Engeland   | Nederland | 4-0     | -   |         |
| 4  | 13. | 23 oktober 1908  | White City Stadium, Londen | Nederland  | Zweden    | 2-0     | 1   |         |
| 5  | 16. | 12 april 1909    | Oud-Roosenburgh, Amsterdam | Nederland  | Engeland  | 0-4     | -   |         |
| 6  | 17. | 25 april 1909    | Prinsenlaan, Rotterdam     | Nederland  | België    | 4-1     | 3   |         |
| 7  | 19. | 13 maart 1910    | Kielstadion, Antwerpen     | België     | Nederland | 3-2     | -   |         |
| 8  | 20. | 10 april 1910    | Spanjaardslaan, Haarlem    | Nederland  | België    | 7-0     | -   |         |
| 9  | 21. | 24 april 1910    | Klarenbeek, Arnhem         | Nederland  | Duitsland | 4-2     | -   |         |
| 10 | 23. | 19 maart 1911    | Kielstadion, Antwerpen     | België     | Nederland | 1-5     | -   |         |
| 11 | 24. | 2 april 1911     | Markettenweg, Dordrecht    | Nederland  | België    | 3-1     | -   |         |
| 12 | 25. | 17 april 1911    | Oud-Roosenburgh, Amsterdam | Nederland  | Engeland  | 0-1     | -   |         |

## Privéleven
Otten trouwde op 9 mei 1934 te Singapore met zijn collega-arts dr. Maria Jacomina van Stockum (1885-1940), dochter van de Haagse boekhandelaar Casparus Marinus van Stockum (1854-1949), directeur van N.V. Boekhandel v/h W. P. van Stockum & Zn. Tijdens de Tweede Wereldoorlog zat Otten gevangen in een jappenkamp. Na de oorlog keerde hij terug naar Nederland waar hij in 1946 overleed.

## Opleiding
Otten vervolgde na de lagere school vanaf 1896 zijn opleiding op het gymnasium te Den Haag. Na het eerste jaar daar in de tweede afdeling (met wis-natuur-en scheikunde) met een overgang naar het volgende jaar te hebben afgesloten deed Otten succesvol toelatingsexamen voor de tweede klas, tweede afdeling van het gymnasium te Delft. In 1898 ging hij over naar de derde klas, in 1899 naar de vierde klas in 1900 naar de vijfde klas en in 1901 naar de zesde klas. Otten slaagde uiteindelijk op 27 juni 1902, na de voorgeschreven zes jaar, voor het gymnasium examen.
Na het gymnasium begon Otten aan een studie geneeskunde aan de Universiteit Leiden. In 1904 behaalde hij hier zijn propedeuse. In 1906 behaalde hij zijn kandidaatsexamen. Twee jaar later, in 1908, behaalde Otten het doctoraal examen. In mei 1909 slaagde Otten voor het artsexamen, eerste deel waarna hij in juli 1910 werd bevorderd tot arts. Op 14 september 1909 werd Otten voor de rest van dat jaar benoemd tot assistent van professor Dr. Van Calcar voor de afdeling bacteriologie en hygiëne in het Academisch Ziekenhuis te Leiden. Ook voor 1910 en 1911 werd hij als zodanig benoemd. Op 1 mei 1911 werd hij op eigen verzoek, eervol, ontslagen. Otten vertrok op 27 mei 1911 met het SS "Oranje" van Amsterdam naar Batavia voor het verrichten van veldwerk op Java. Op 11 juli 1912 vertok hij weer vanuit Batavia naar Nederland met het SS "Rembrandt". Na zijn terugkeer werkte Otten aan de Universiteit van Amsterdam om onder leiding van professor dr. Rudolph Hendrik Saltet zijn promotieonderzoek af te ronden. Op 1 december 1913 promoveerde hij tot doctor in de geneeskunde.

## Werkzaam in Nederlands-Indië
Met ingang van 1 mei 1914 werd Otten eervol ontslag verleend als assistent van Saltet aan het laboratorium voor gezondheidsleer in Amsterdam., waarna hij op 9 mei 1914 met het SS "Grotius" koers zette naar Indië om daar zijn loopbaan te vervolgen bij de dienst Pestbestrijding. In Bandoeng werd hij aangesteld bij 's Lands Koepok Inrichting en het Instituut Pasteur. Ook was hij buitengewoon hoogleraar gezondheidsleer, bacteriologie en seriologie aan de Geneeskundige Hoogeschool te Batavia.
Begin jaren 1930 ontwikkelde hij onder andere een vaccin tegen de builenpest. Dit levende vaccin paste hij in 1934 voor het eerst toe op Java. Zijn vaccin heeft vele mensenlevens gered.
Prof. dr. L. Otten slaagde er in om als medisch onderzoeker nog veel meer naam te maken dan hij als voetballer reeds had.

## Onderscheidingen
- 27 augustus 1921 - Ridder in de Orde van de Nederlandse Leeuw[27].
- 22 augustus 1936 - Commandeur in de Orde van Oranje-Nassau[28][29].
- 24 juni 1936 - Eredoctoraat geneeskunde van de Universiteit Utrecht[30].
- 13 september 1938 - Gouden medaille van de Koningin Wilhelmina Jubileum Stichting[31].

## Vernoeming
- In 1950[32] - werd de Rotgansweg[33] te Bandoeng hernoemd in Dr. Ottenweg. De weg is om de hoek van Otten's voormalige werkplek bij het Pasteur Instituut[34]. Tot op de huidige dag (2024) draagt deze straat de naam Jalan Dr. Otten. Aan die straat ligt ook Ottenville Boutique Hotel.[35]